# Il ladro di bambini
Il ladro di bambini is een Italiaanse dramafilm uit 1992 onder regie van Gianni Amelio.

## Verhaal
De carabiniere Antonio brengt de kinderen Rosetta en Luciano naar een weeshuis in Sicilië. Hun moeder dwong Rosetta tot prostitutie. Het weeshuis weigert de kinderen op te nemen. Langzamerhand ontstaat er een vertrouwensband tussen Antonio en de kinderen.

## Rolverdeling
| Acteur                | Personage                     |
| --------------------- | ----------------------------- |
| Enrico Lo Verso       | Antonio                       |
| Valentina Scali       | Rosetta                       |
| Giuseppe Ieracitano   | Luciano                       |
| Florence Darel        | Martine                       |
| Marina Golovine       | Nathalie                      |
| Fabio Alessandrini    | Grignani                      |
| Agostino Zumbo        | Priester                      |
| Vincenzo Peluzo       | Carabiniere                   |
| Santo Santonocito     | Carabiniere                   |
| Vitalba Andrea        | Zus van Antonio               |
| Massimo De Lorenzo    | Papaleo                       |
| Celeste Brancato      | Meisje bij het avondeten      |
| Renato Carpentieri    | Politiechef                   |
| Maria Pia Di Giovanni | Moeder van Rosetta en Lucanio |
| Lello Serao           | Arrestant                     |